# 2007 코파 델 레이 결승전
2007 코파 델 레이 결승전(스페인어: La Final de la Copa del Rey de 2007)은 스페인의 축구 컵대회인 코파 델 레이의 103번째 결승전으로 코파 델 레이 2006-07의 우승 구단을 결정하기 위해 진행되었다. 이 경기는 2007년 6월 23일, 마드리드의 산티아고 베르나베우에서 진행되었다. 결승전에 참가한 두 구단은 세비야와 헤타페로, 훌리안 로드리게스 산티아고가 이 경기에서 호루라기를 잡았다. 세비야는 이 경기에서 1-0 승리를 거두면서 한 달 전에 거둔 2006-07년 UEFA컵과 함께 한 해에 두 개의 대회 우승을 수확했고, 59년 만에 이 대회의 통산 4번째 우승을 거두었다. 이 결승전은 세비야가 참가한 6번째 대회 결승전이며, 헤타페는 이 대회 결승전에 사상 처음으로 진출했다. (헤타페는 이듬해에도 결승전 진출에 성공했지만, 이듬해에도 발렌시아에게 패하며 준우승에 머물렀다.)

## 결승전까지의 경기
| 세비야                | 세비야 | 세비야              | 단계     | 헤타페     | 헤타페 | 헤타페             |
| --------------------- | ------ | ------------------- | -------- | ---------- | ------ | ------------------ |
| 상대                  | 결과   | 상세 결과           |          | 상대       | 결과   | 상세 결과          |
| 힘나스티카 세고비아나 | 4–3    | 1–0 원정; 3–0 안방  | 32강전   | 헤레스     | 3–2    | 2–0 원정; 1–2 안방 |
| 라요 바예카노         | 3–1    | 0–0 안방; 3–1 원정  | 16강전   | 발렌시아   | 5–3    | 1–1 안방; 4–2 원정 |
| 베티스                | 1–1    | 0–0 안방; 1–0 원정* | 8강전    | 오사수나   | 3–1    | 3–0 안방; 0–1 원정 |
| 데포르티보            | 5–0    | 2–0 원정; 3–0 안방  | 준결승전 | 바르셀로나 | 6–5    | 2–5 원정; 4–0 안방 |

* 이 경기는 57분에 세비야의 후안데 라모스 감독이 부상당하면서 중단되었다. 경기의 나머지는 2007년 3월 18일에 헤타페의 콜리세움 알폰소 페레스에서 진행되었다.

## 상세 경기 정보
| 세비야     | 1–0      | 헤타페 |
| ---------- | -------- | ------ |
| 카누테 11′ | (리포트) |        |

| 세비야 | 헤타페 |

| GK            | 1  | 안드레스 팔로프       |     |     |
| RB            | 4  | 다니 아우베스         |     |     |
| CB            | 2  | 하비 나바로 (주장)    |     |     |
| CB            | 14 | 쥘리앙 에스퀴데       |     |     |
| LB            | 19 | 이비차 드라구티노비치 |     |     |
| RM            | 15 | 헤수스 나바스         |     |     |
| CM            | 8  | 크리스티안 포울센     |     |     |
| AM            | 11 | 헤나투                | 27′ | 79′ |
| LM            | 16 | 안토니오 푸에르타     |     | 75′ |
| CF            | 10 | 루이스 파비아누       |     | 48′ |
| CF            | 12 | 프레데리크 카누테     | 88′ |     |
| 교체 선수:    |    |                       |     |     |
| GK            | 13 | 다비드 코베뇨         |     |     |
| DF            | 20 | 아이토르 오시오       |     |     |
| MF            | 5  | 두다                  | 90′ | 75′ |
| MF            | 18 | 호세 루이스 마르티    |     | 79′ |
| MF            | 25 | 엔초 마레스카         |     |     |
| FW            | 7  | 하비에르 체반톤       |     |     |
| FW            | 9  | 알렉산드르 케르자코프 |     | 48′ |
| 감독:         |    |                       |     |     |
| 후안데 라모스 |    |                       |     |     |

| GK            | 1  | 루이스 가르시아         |     |     |
| RB            | 2  | 코스민 콘트라           |     | 84′ |
| CB            | 4  | 다비드 벨렝게르 (주장)  | 50′ |     |
| CB            | 5  | 루벤 풀리도             | 90′ |     |
| LB            | 3  | 하비에르 파레데스       | 39′ |     |
| RM            | 7  | 마리오 코텔로           |     |     |
| CM            | 6  | 파비오 첼레스티니       | 86′ |     |
| AM            | 22 | 하비에르 카스케로       |     |     |
| LM            | 15 | 나초                    | 64′ | 70′ |
| CF            | 19 | 다니엘 귀사             | 45′ |     |
| CF            | 14 | 마누                    |     | 76′ |
| 교체 선수:    |    |                         |     |     |
| GK            | 32 | 마누엘 아로요           |     |     |
| DF            | 21 | 다비드 코르테스         |     |     |
| DF            | 20 | 알렉시스                |     |     |
| MF            | 24 | 알베르토                |     |     |
| MF            | 8  | 비바르 도라도           |     | 70′ |
| FW            | 17 | 세르히오 파촌           |     | 84′ |
| FW            | 9  | 마리스 베르파코우스키스 |     | 76′ |
| 감독:         |    |                         |     |     |
| 베른트 슈스터 |    |                         |     |     |

| 경기 규정 - 90분 - 필요시 연장전 30분 - 연장전 이후 동점시 승부차기 - 교체 선수 7명 등록 - 최대 선수 3명 교체 가능 |